# Túnel de Lefórtovo
El túnel de Lefórtovo (en ruso: Лефо́ртовский тонне́ль, translit. Lefórtovski tonnél) es un túnel para tráfico rodado situado en Lefórtovo, un barrio del sureste de Moscú (Rusia). Forma parte del Tercer Anillo de la ciudad. Sus 2,2 km de longitud lo convierten el segundo túnel urbano más largo de Europa. Fue construido con una tuneladora de 14,2 m de diámetro entre 2001 y 2003.
El túnel corre bajo el río Yauza, cuya agua se filtra en algunos puntos. Cuando baja mucho la temperatura, ésta se hiela, reduciendo drásticamente la adherencia de la superficie del túnel.
A raíz de su elevada accidentabilidad, se le conoce como "El túnel de la Muerte". En Internet se encuentran vídeos que recopilan accidentes grabados por cámaras de seguridad del túnel (difundidos ampliamente en 2006 a través de YouTube).